# 加尔希济
加尔希济（法語：Garchizy，法語發音：[ɡaʁʃizi]）是法国涅夫勒省的一个市镇，位于该省西南部，卢瓦尔河右岸，隔河与谢尔省及中央-卢瓦尔河谷大区相望，属于讷韦尔区和讷韦尔城市圈公共社区，其市镇面积为16.42平方公里，2022年1月1日时人口数量为3666人。
加尔希济是讷韦尔城市圈公共社区的组成部分，位于讷韦尔市区西北。

## 行政
加尔希济的邮政编码为58600，INSEE市镇编码为58121。

## 地理

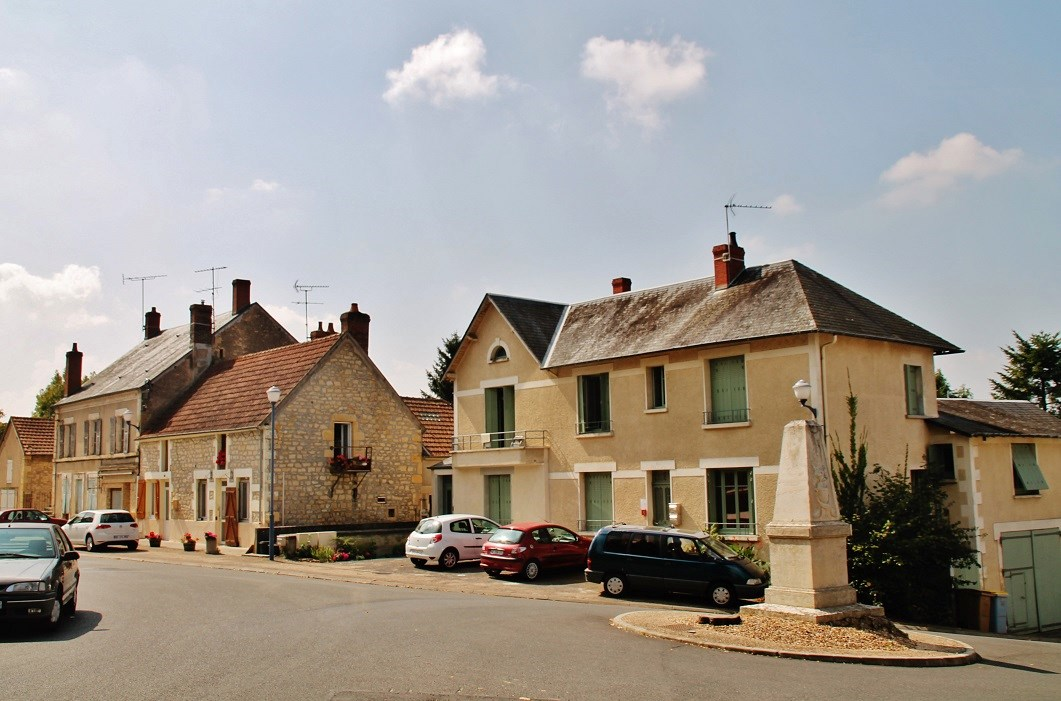
加尔希济街景

加尔希济（47°2'50"N, 3°5'43"E）位于法国中部，勃艮第-弗朗什-孔泰大区西部和涅夫勒省西南部，距离省会讷韦尔大约10公里。
与加尔希济接壤的市镇包括：库尔莱巴尔、富尔尚博、卢瓦尔河畔热尔米尼、普格莱索、瓦雷讷-沃泽勒。
加尔希济境内地势较为平坦，海拔在160至273米之间。
法国第一大河卢瓦尔河干流自南向北从市镇西境经过。
按照柯本气候分类法，加尔希济属于较为典型的温带海洋性气候，全年温差较小，降水分布均匀。

## 交通
涅夫勒省省道D8线、D47线、D148线和D174线经过加尔希济境内。讷韦尔公交5路经过加尔希济境内并设有站点。
加尔希济站位于莫雷－里昂铁路线上，停靠往返于巴黎和讷韦尔之间的城际列车。

## 人口
| 年份   | 1936  | 1946  | 1954  | 1962  | 1968  | 1975  | 1982  | 1990  | 1999  | 2006  | 2007  | 2012  | 2017  |
| ------ | ----- | ----- | ----- | ----- | ----- | ----- | ----- | ----- | ----- | ----- | ----- | ----- | ----- |
| 人口數 | 2 103 | 2 369 | 2 922 | 3 154 | 3 189 | 3 711 | 3 612 | 3 939 | 3 819 | 3 650 | 3 646 | 3 844 | 3 726 |

## 建筑
加尔希济境内的圣马丁教堂为法国国家文物保护单位

## 人物
- 米格尔·马蒂内兹（法语：Miguel Martinez）（1976－），法国公路自行车运动员，出生于加尔希济。